# David Kopp

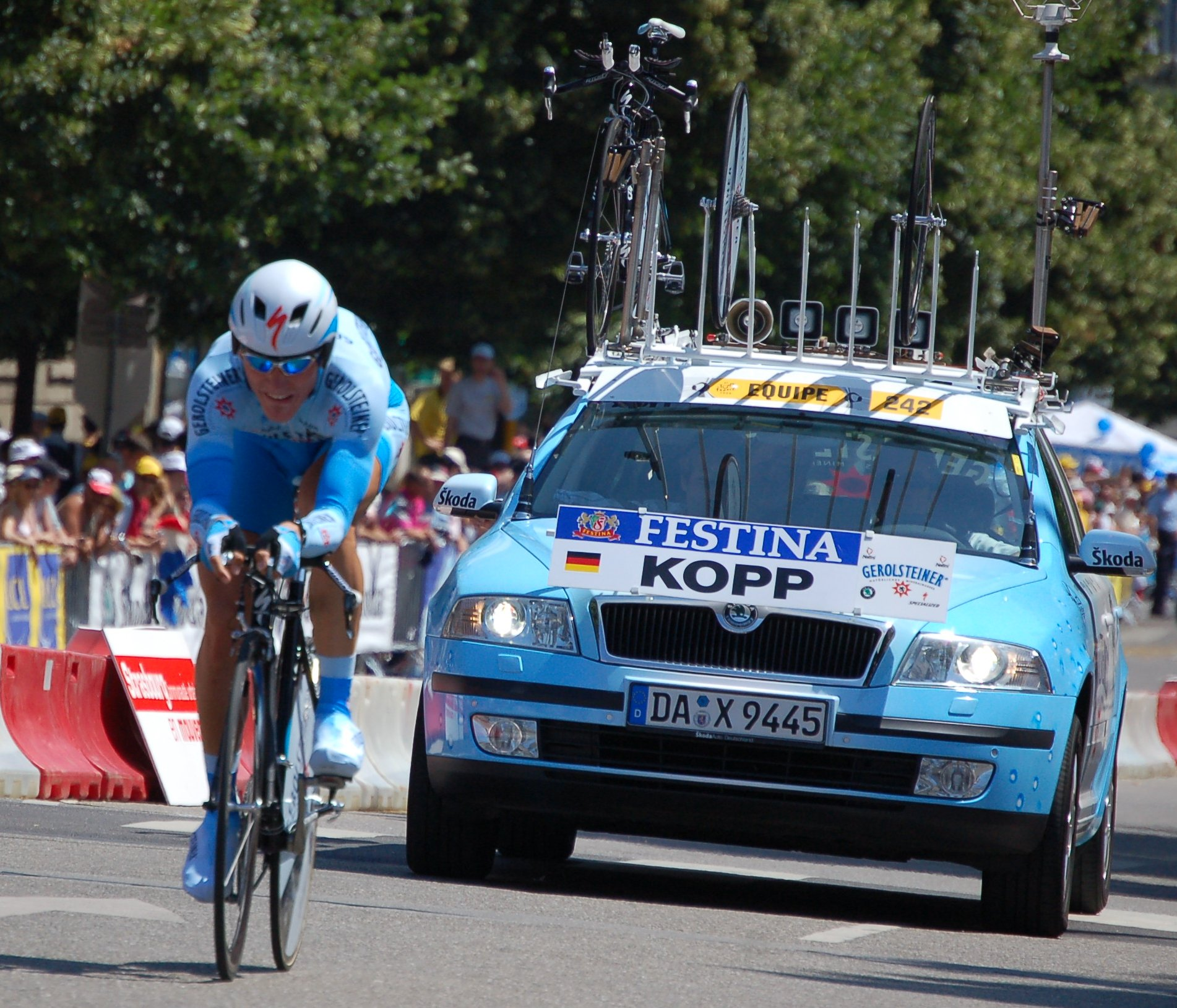
David Kopp beim Prologzeitfahren der Tour de France 2006

David Kopp (* 5. Januar 1979 in Bonn) ist ein ehemaliger deutscher Radrennfahrer.

## Karriere
David Kopp begann mit dem Radsport beim VfL Rheinbach (ab 2004 RSC Rheinbach 82/04 e. V.), in dem bereits sein Vater Erich Kopp und sein Onkel Rainer Kopp aktiv waren. 1997 wurde er Deutscher Straßenmeister bei den Junioren.
Von 2000 bis 2001 gehörte David Kopp dem Junior-Team Jan Ullrich, welches das Nachwuchsteam von Team Telekom war, an. Er gewann 2000 die  Harzrundfahrt und der nachfolgenden Zeit das U23-Rennen von Eschborn–Frankfurt, jeweils zwei Etappen der Thüringen-Rundfahrt und bei FBD Milk Rás sowie eine Etappe des Circuito Montañés.
Kopp wechselte 2002 zum Team Telekom, bei dem er sich aber nicht durchsetzen konnte und fuhr anschließend 2004 beim Team Lamonta, für das er eine Etappe des Giro del Capo und die Eintagesrennen Rund um Düren, Sparkassen-Giro Bochum sowie GP Stad Zottegem. 2005 fuhr er für das Team Wiesenhof und gewann Rund um Köln und je eine Etappe des Giro del Capo und der Bayern-Rundfahrt.
Zur Saison erhielt Kopp einen Vertrag beim UCI ProTeam Gerolsteiner und konnte neben den Siegen auf einer Etappe der zur UCI ProTour gehörenden Eneco Tour, Platz zwei bei Gent-Wevelgem, Platz zwölf bei Mailand–Sanremo und Platz 16 bei der Flandern-Rundfahrt belegen. Er nahm auch an der Tour de France teil, die er jedoch nicht beendete. 2007 wurde Kopp Fünfter bei Dwars door Vlaanderen und Zwölfter bei Paris-Roubaix.
2008 wechselte Kopp zum Team Cycle Collstrop, für das er Zweiter beim E3 Prijs Vlaanderen wurde Nach einer Dopingsperre startete er 2010 beim Continental Team Kuota-Indeland und konnte Platz 5 bei Dwars door Drenthe erreichen und verlängerte seinen Vertrag für 2011 im Team. 2011 konnte er nochmals Vierter bei Jelajah Malaysia und bei Rund um Köln werden und beendete dort, nach seinem letzten Rennen am 3. Oktober in Stuttgart, seine Karriere als Berufsradfahrer.

## Doping
Am 11. September 2008 wurde er bei einem Kriterium in Belgien positiv auf Kokain getestet. Ende November 2009 wurde vom flämischen Radsportverband eine einjährige Sperre verhängt, welche rückwirkend zum 1. Januar 2009 in Kraft trat, so dass Kopp im Jahr 2010 wieder Rennen bestreiten durfte. Im April 2010 übernahm der Weltradsportverband UCI den Antrag der World Anti-Doping Agency (WADA), die Sperre bis zum 11. September 2010 auszuweiten.
Am 24. Juni 2013 gestand er vor dem Stuttgarter Landgericht, während seiner Zeit bei Gerolsteiner mit EPO, Wachstumshormonen, Testosteron, Synacthen und Cortison gedopt gewesen zu sein. Dabei nannte er auch die Namen der ehemaligen Gerolsteiner-Teamärzte.

## Erfolge
| 2001 - Eschborn–Frankfurt U23 - zwei Etappen Thüringen-Rundfahrt - zwei Etappen FBD Milk Rás - eine Etappe Circuito Montañés 2004 - eine Etappe und Punktewertung Giro del Capo - Rund um Düren - Sparkassen-Giro Bochum - GP Stad Zottegem | 2005 - Rund um Köln - eine Etappe Giro del Capo - eine Etappe Bayern-Rundfahrt 2006 - Trofeo Calvia - eine Etappe ENECO-Tour 2007 - eine Etappe Polen-Rundfahrt |